# Бравый (эсминец, 1955)
«Бра́вый» —эскадренный миноносец проекта 56 (кодовое обозначение НАТО — «Kotlin class destroyer»), 150-й бригады эскадренных миноносцев Черноморского флота.

## История строительства
Зачислен в списки флота 3 сентября 1952 года. Заложен на ССЗ № 445 25 июля 1953 года (строительный № 1203), спущен на воду 28 февраля 1955 года, принят флотом 9 января 1956 года, 28 января 1956 эсминец вступил в состав Черноморского флота.

## Особенности конструкции
«Бравый» вступил в строй с фок-мачтой изменённого типа (для испытаний РЛС МР-300 «Ангара»), без бортовых 45-мм АУ. В 1967 году была установлена станция обнаружения теплового следа МИ-110К и 45-мм АУ. При модернизации ЗРК (1975) на пирамидальной грот-мачте была оборудована СУ «Ятаган»; подверглась изменению форма кормовой дымовой трубы; водоизмещение корабля достигло 3600 т (стандартное) / 3960 т (полное).

## Служба
В период с 27 мая по 23 августа 1960 года «Бравый» был модернизирован по проекту 56К, с 3 января по 30 апреля 1962 года на корабле испытывался ЗРК «М-1» (произведено 46 пусков, сбито 6 мишеней). В июне «Бравый» прибыл в Североморск и принял участие в параде и учениях Северного флота «Касатка» (21 июля 1962 поразил воздушную мишень).
31 марта 1969 года «Бравый» переведён на Черноморский флот в состав 150-й БРК 30-й дивизии ПЛК, в апреле 1970 года принял участие в военно-морских манёврах «Океан».
9 ноября 1970 года произошло столкновение корабля с английским авианосцем «Арк Ройал» (по вине английского командира Рэя Лиго или в результате манёвров советского эсминца), эсминец получил повреждение кормы и гребного вала по левому борту, погибло 2 человека экипажа (Михалюк Юрий Александрович, 1950 г.р., украинец. Призван Шепетовским РВК Хмельницкой обл. УССР, матрос и Стройкин Борис Семенович, 1950 г.р., русский, матрос), 5 других оказавшихся за бортом моряков были подобраны британскими кораблями. По этому факту был большой международный скандал, британская пресса обвиняла в некомпетентности командира советского эсминца, а советская — командира британского авианосца, дело дошло до обмена дипломатическими нотами резкого содержания.
«Бравый» прошёл ремонт в Севастополе; передан 30 декабря в состав 70-й БПЛК.
В 1972 году эскадренный миноносец находился на учениях; в следующем году выполнял задачи боевой службы в Средиземном море, проводил транспорты от Дарданелл до Латакии (Сирия). В 1975 году прошёл ремонт с модернизацией ЗРК. В июле 1976 года выходил на боевую службу в Западную Атлантику, в период с 24 по 28 августа нанёс визит в Гвинею-Бисау, с 9 по 12 ноября — в Луанду (Ангола), с 22 по 27 ноября — в Лагос (Нигерия). Позднее находился на боевой службе в Средиземном море, в период с 5 по 9 августа 1977 года нанёс визит в Констанцу (Румыния). 2 марта 1979 года встал на ремонт в Севастополе, после его завершения отправлен на консервацию и отстой в составе 63-й бригады ремонтирующихся кораблей.
30 июля 1987 исключён из списков ВМФ СССР, 6 августа расформирован; позднее разобран на металл в Севастополе.

## Известные командиры
- 1956 - 1958 — капитан 2 ранга Левашов, Евгений Васильевич
- 1962 - 1967 — капитан 2 ранга Борис Валентинович Букин
- 1967 - декабрь 1970 — капитан 2 ранга Леонид Николаевич Балыш[1].
- декабрь 1970 - декабрь 1975 —капитан 2 ранга Александр Александрович Шаповалов
- 1975 - 1978 — капитан 2 ранга Андрей Петрович Павлов
- 1983 - 1987 - капитан 2 ранга Рыбчинский В.Н.

## Известные бортовые номера
В ходе службы эсминец сменил ряд следующих бортовых номеров:
- 1957 год — № 78;
- 1961—1964 годы — № 165;
- 1966 год — № 073;
- 1967 год — № 375;
- 1969 год — № 303;
- 1970 год — № 365;
- 1971 год — № 375;
- 1972 год — № 372;
- 1973 год — № 372, 353;
- 1974 год — № 353, 373;
- 1975 год — № 385;
- 1977 год — № 511;
- 1978 год — № 357;
- 1981 год — № 382;
- 1988 год — № 525.